# Patrick Graham (allenatore di football americano)
Patrick Graham (Waterbury, 24 gennaio 1979) è un allenatore di football americano statunitense attualmente coordinatore della difensa dei Las Vegas Raiders nella National Football League (NFL). In precedenza ha allenato in vari ruoli nei New England Patriots, nei New York Giants, nei Miami Dolphins e nei Green Bay Packers.

## Carriera da giocatore
Graham ha giocato a college football come defensive lineman per Yale, vincendo il titolo della Ivy League nel 1999.

## Carriera da allenatore

### Inizi e prime esperienze
Graham ha iniziato la sua carriera da allenatore nei college cominciando nel 2002 come assistente universitario presso il Wagner College, prima di passare a Richmond dal 2004 al 2006, dove ha allenato la linea difensiva e i tight end, e quindi dal 2007 al 2008 a Notre Dame come assistente difensivo. Nel 2009 accettò il ruolo di allenatore della linea difensiva per Toledo ma lasciò quasi subito l'incarico per passare ad allenare nella NFL.

### New England Patriots (2009-2015)
Nel 2009 entrò nello staff dei New England Patriots come assistente allenatore, per poi venire promosso nel 2010 ad assistente difensivo e poi nel 2011 allenatore dei linebacker. Dal 2012 al 2013 ricoprì il ruolo di allenatore della linea difensiva e poi dal 2014 al 2015 nuovamente quello dei linebacker.
Con lui nello staff, i Patriots hanno vinto sette titoli di divisione consecutivi, due titoli di conference e il Super Bowl XLIX contro i Seattle Seahawks. La sua difesa si distinse in diversi aspetti, tra cui il primo posto nella NFL per takeaway (150 tra il 2011 e il 2015).

### New York Giants (2016-2017)
Nel 2016 si unisce ai New York Giants come allenatore della linea difensiva. La sua unità ha avuto un impatto significativo nella stagione 2016, contribuendo a mantenere una media di 17,8 punti concessi a partita, la seconda migliore della NFL.

### Green Bay Packers (2018)
Nel 2018 entra nei Green Bay Packers come allenatore dei linebacker interni e coordinatore del gioco difensivo sulle corse. Sotto la sua guida, il linebacker Blake Martinez ha registrato 144 tackle e un massimo in carriera di cinque sack.

### Miami Dolphins (2019)
Nel 2019 Graham ottiene il suo primo incarico come coordinatore della difesa con i Miami Dolphins, dove si riuni con il capo-allenatore Brian Flores avuto nei Patriots. Le prestazioni della difesa non furono particolarmente brillanti, chiudendo la stagione al 30º posto per punti concessi a gara (28,2) e al 25º posto per media yard guadagnate dagli avversari a partita (377,1).

### New York Giants (2020-2021)
Nel 2020 ritorna ai New York Giants, stavolta come coordinatore della difesa e assistente del capo-allenatore Joe Judge con cui aveva collaborato dal 2012 al 2018 nei Patriots. Sotto la sua guida la difesa dei Giants migliorò significativamente, finendo al 9º posto nella NFL per punti concessi a partita (22,3).
Nel 2021 la difesa dei Giants si classifica tra le migliori della lega, al 4º posto per passaggi difesi (83) e al 12ª per intercetti (15).

### Las Vegas Raiders (2022-presente)
Nel 2022 Graham diventò il coordinatore della difesa dei Las Vegas Raiders sotto il capo-allenatore Josh McDaniels che era stato suo collega nei Patriots. Durante la sua prima stagione, la difesa segnò tre touchdown difensivi, terzo miglior dato della lega.
Nel 2023 la difesa dei Raiders miglioró notevolmente, classificandosi nona nella NFL per punti concessi (19,5 a partita), con un salto di 17 posizioni rispetto all'anno precedente. Nella seconda metà della stagione la difesa di Graham fu tra le migliori della lega, classificandosi prima per punti concessi (16,0 a partita), terza per sack (30) e nella top 10 per palle recuperate (14).
Nel 2024 Graham fu confermato nel ruolo anche sotto il capo-allenatore Antonio Pierce, subentrato a McDaniels a metà della stagione precedente. La difesa guidata da Graham risultò 15ª per yard totali concesse (333,1 a partita), 13ª per yard su corsa concesse (116,9) e 15ª per yard su passaggio concesse (216,2). Tra le prestazioni individuali, Robert Spillane registrò un record di franchigia con 158 tackle, mentre Maxx Crosby ottenne la sua quarta convocazione consecutiva al Pro Bowl con 7,5 sack e 17 tackle con perdita di yard.
Nel 2025 Graham fu confermato coordinatore della difesa anche sotto il nuovo capo-allenatore Pete Carroll.

## Palmarès
- Super Bowl : 1

New England Patriots: Super Bowl XLIX (All. linebacker)
- American Football Conference Championship: 2

New England Patriots: 2011, 2014 (All. linebacker)

## Vita privata
Graham ha conseguito una laurea in sociologia con specializzazioni in economia e studi afroamericani a Yale.
È sposato con Pamela Graham, con cui ha due figli, Morgan e Silas.